# Metody elementární technické analýzy
Metody elementární technické analýzy se skládají ze tří hlavních analýz, a to z Analýzy absolutních ukazatelů, Analýzy rozdílových ukazatelů a rozsáhle Analýzy poměrových ukazatelů. Metoda elementární technické analýzy využívá pro výpočty základní aritmetické operace a vyšší metody finanční analýzy využívají metody založené na složitějších matematických postupech a myšlenkách. Využití těchto všech metod vcelku zobrazují komplexní finanční rozbor hospodaření podniku.

## Analýza absolutních (stavových) ukazatelů
Analýza se člení na horizontální analýzu a vertikální analýzu. Tato analýza sleduje změny absolutní hodnoty ukazatelů v čase a také jejich relativní (procentní) změny.

### Horizontální analýza (Analýza trendů)
Slouží ke zhodnocení postupného vývoje hodnot v čase a změň daných ukazatelů (náklady, tržby, zisk, aktiva, pasiva, CF z provozní činnosti, CF z finanční činnost, CF z investiční činnosti atd.), díky kterým může finanční analytik detailně zhodnotit průběh změn významných finančních položek.
Dle Scholleové lze horizontální analýzu provádět dvěma základními způsoby, kde sledujeme:
- „relativní růst hodnoty položky rozvahy nebo výkazu zisku a ztráty, tj. poměřujeme hodnotu v období n k hodnotě v období minulém (n-1); provádíme podílovou analýzu,
- nebo absolutní růst hodnoty položky rozvahy nebo výkazu zisku a ztráty, tj. sledujeme rozdíl položky v období n a n-1; provádíme rozdílovou analýzu.“ [4]

Rozdílová analýza je vhodnější pro menší podniky s neustálenou strukturou majetku, protože při využití podílové analýzy může dojít k zanedbání veliké finanční částky oproti předchozímu období. Pro velké podniky je vhodnější podílová analýza, protože rozdílová analýza může při velikých částkách ztratit přehlednost z hlediska sledování vývoje.

### Vertikální analýza (Analýza komponent)
Vertikální analýza poměřuje jednotlivé položky vnitřní struktury absolutních ukazatelů, aplikace této metody dále také umožňuje porovnání s ostatními podniky, které podnikají ve stejném oboru. Vertikální analýza má za úkol určit:
- „podíl jednotlivých majetkových složek na celkových aktivech,
- podíl jednotlivých zdrojů financování na celkových pasivech,
- podíl jednotlivých položek výsledovky na tržbách.“[4]

## Analýza rozdílových ukazatelů
Analýza rozdílových ukazatelů používá převážně výkazy, které v sobě zahrnují tokové položky, jedná se o výkazy zisku a ztrát, výkazy cash flow. V případě analýzy oběžných aktiv u této metody se využijí i výkazy rozvahy. Rozdílové ukazatelé jsou také označovány jako fondy finančních prostředků. „Fond je chápán jako agregace (shrnutí) určitých stavových ukazatelů vyjadřujících aktiva nebo pasiva, resp. Jako rozdíl mezi souhrnem určitých položek krátkodobých aktiv a určitých položek krátkodobých pasiv (tzv. čistý fond).“

### Čistý pracovní kapitál
Ukazatel čistého pracovního kapitálu (ČPK) se užívá k výpočtu rozdílu mezi celkovými oběžnými aktivy a celkovými krátkodobými dluhy. Čím větší má podnik čistý pracovní kapitál, tím lépe by měl být schopen splácet své dluhy. V případě nenadálé události, která by vyžadovala vyšší výdaje peněžních prostředků, by měl ČPK také umožnit bezproblémové pokračování chodu podniku. To však závisí na obratovosti krátkodobých aktiv firmy i vnějších okolnostech, jako např. stabilita trhu, celní předpisy, konkurence aj. Pro výpočet čistého pracovního kapitálu existují dva způsoby výpočtu, a to manažerský způsob a investorský způsob.
Pro manažerský způsob výpočtu se využívá následující vzorec. Tento způsob výpočtu je chápán jako část oběžného majetku, který je financován dlouhodobým kapitálem. Tedy jaká část dlouhodobého kapitálu je vázána v oběžném majetku. Tento kapitál je využíván k hladkému průběhu hospodářské činnosti.
ČPK =oběžná aktiva-krátkodobé závazky
Investorský způsob výpočtu nám zobrazuje část dlouhodobého kapitálu, který je možno využít k úhradě oběžných aktiv, pomocí následujícího vzorce.
ČPK=dlouhodobá pasiva-dlouhodobý majetek

### Čisté pohotové prostředky
ČPK bychom měli jako míru likvidity používat pouze opatrně, protože oběžná aktiva obsahují i málo likvidní či dlouhodobě nelikvidní položky. Proto pro sledování okamžité likvidity byl navržen vzorec čistých pohotových prostředků (ČPP), který neobsahuje málo likvidní položky. Při přísnějším způsobu výpočtu likvidity se do pohotových peněžních prostředků zahrnuje pouze hotovost a peníze na účtech. Při méně přísným způsobu se může zahrnout do pohotových peněžních prostředků i peněžní ekvivalenty (např. šeky, směnky, krátkodobé cenné papíry, termínové vklady rychle likvidní atd.), tento ukazatel je snadno ovlivnitelný uskutečněním dřívějších plateb nebo naopak zdržením plateb. Okamžitě splatné závazky jsou všechny závazky splatné k aktuálnímu datu nebo starší.
ČPP =pohotové peněžní prostředky- okamžitě splatné závazky

### Čistý peněžně-pohledávkový finanční fond
Ukazatel čistý peněžně-pohledávkový finanční fond ukazuje kompromis neboli střední cestu mezi ČPK a ČPP. Dle Sedláčka lze analýzu změny likvidity u tohoto ukazatele provést následovně:
- „při analýze z hlediska aktiv jsou zásoby (ev. i část pohledávek) vyňaty z oběžných aktiv (nejsou součástí fondu),
- při analýze z hlediska pasiv doplňujeme zdroje o snížení zásob (ev. i o část vyňatých pohledávek, o níž jsme OA očistili)
- a analogicky užití finančního fondu rozšířeného o zvýšení zásob (ev. i o zvýšení zmíněných pohledávek).“[2]

ČPPFF=oběžná aktiva-zásoby-pohledávky po splatnosti-krátkodobé závazky

## Analýza poměrových ukazatelů
Analýza poměrových ukazatelů patří k nejoblíbenějším a také k nejrozšířenějším metodám finanční analýzy. Ukazatelé poměrové analýzy zobrazují vzájemný vztah mezi dvěma a více absolutními ukazateli podle jejich podílu. Výpočtem těchto ukazatelů finanční analýza nekončí, ba naopak teprve začíná, protože díky ní získáme rychlý a nenákladný obraz o finančních charakteristikách zdraví podniku, která zachytí oblasti vyžadující hlubší analýzu. Mezi základní členění analýzy poměrových ukazatelů patří:
- ukazatele likvidity,
- ukazatele rentability,
- ukazatele aktivity,
- ukazatele zadluženosti,
- provozní ukazatele,
- ukazatele tržní hodnoty.[2]

### Ukazatele likvidity
Ukazatel likvidity nám ukazuje, zda je podnik likvidní, tzn., jestli je schopný hradit své závazky, získat dostatek prostředků na provedení veškerých plateb potřebných pro chod podniku aj. Tento ukazatel poměřuje hodnotu, kterou je možno platit a hodnotu, co je potřeba zaplatit. Za nízké hodnoty likvidity může nedostatek zásob neboli nedostatek finančních prostředků. Příliš vysoké hodnoty způsobují snížení výnosu nebo znamenají nevhodné, nijaké investování přebytečných peněžních prostředků. Pro úspěšný rozvoj podniku a žádné zbytečné ohrožování chodu činností je třeba, aby krátkodobé dluhy byly hrazeny z takových položek, které jsou pro to určeny a aby nebyly využívány položky na jiné záležitosti, např. aby na uhrazování splátek úvěru nebyl prodán hmotný majetek.
Ukazatele likvidity rozlišujeme na:
- běžnou likviditu,
- pohotovou likviditu,
- okamžitou likviditu.[3]

#### Běžná likvidita
Běžná likvidita nám říká, kolikrát oběžná aktiva jsou vyšší než krátkodobé závazky, tj. kolikrát je podnik schopen uhradit své závazky u věřitelů v případě proměny všech oběžných aktiv. Doporučené hodnoty pro běžnou likviditu jsou 1.8 – 2,5, ale v současné době rychlého rozvoje se jedná už o větší zadržování majetku (Scholleová, 2012).
Běžná likvidita je citlivá na strukturu zásob a včasné neuhrazení závazků, protože zásoby jsou obtížná likvidní aktiva, neboť nejdříve musejí být spotřebovány, přeměněny na výrobky a uhrazeny od odběratelů až po nějakém uplynutí měsíců.
Běžná likvidita se vypočítá poměrem oběžných aktiv a krátkodobých závazků.
Běžná likvidita = (oběžná aktiva)/(krátkodobé závazky)

#### Pohotová likvidita
Je to upravený ukazatel výše zmíněné běžné likvidity o zásoby, v čitateli nadále zbývají peníze na bankovních účtech, pokladní hotovost, obchodovatelné cenné papíry, pohledávky po korekci opravnou položkou k pohledávkám. Je rozumné opravit čitatel i o nedobytné pohledávky, případně o pohledávky s pochybnou likviditou. Doporučené hodnoty pohotové likvidity by se měli pohybovat v rozmezí 1,0 – 1,5; ovšem záleží i na typu činnosti podniku, strategii apod. Hodnoty pohotové likvidity by měly mít růstový trend, což vyjadřuje zlepšování platební schopnosti.
Pohotová likvidita= (oběžná aktiva-zásoby)/(krátkodobé závazky)

#### Okamžitá likvidita
Ukazatel okamžité likvidity vyjadřuje schopnost podniku hradit právě splatné dluhy (Sedláček, 2001). Vypočítá se jako poměr finančního majetku a krátkodobých závazků. Mezi finanční majetek patří peníze v hotovosti, peníze na účtech a krátkodobé obchodovatelné cenné papíry. Doporučená hodnota okamžité likvidity je v rozmezí 0,2 – 0,5.
Okamžitá likvidita = (finanční majetek)/(krátkodobé závazky)

### Ukazatele rentability
Ukazatel rentability nám zobrazuje celkovou efektivnost, jak je společnost schopna dosahovat zisku z investovaného kapitálu a jak dokáže vytvářet nové zdroje. Tento ukazatel bude především nejvíce zajímat akcionáře a potenciální investory, avšak i pro ostatní skupiny má tento ukazatel svůj nesporný význam. Rentabilita se obecně vypočítá poměrem zisku k částce vloženého kapitálu. Pro finanční analýzu jsou tři nejdůležitější kategorie zisku. Mezi tyto kategorie patří:
- EBIT, tj. zisk před odečtením úroků a daní, nejvíce odpovídá provoznímu výsledku hospodaření,
- EAT je čistý zisk neboli zisk po zdanění,
- EBT, tj. zisk před zdaněním, který je zvýšený nebo snížený o finanční a mimořádný výsledek hospodaření.[5]

Rentabilitu můžeme zjišťovat podle následujících ukazatelů:
- celkových vložených aktiv,
- vloženého kapitálu,
- vlastního kapitálu,
- tržeb,
- investovaného kapitálu.[2]

#### Rentabilita celkových vložených aktiv (ROA)
„ROA je klíčovým měřítkem rentability. Poměřuje zisk podniku s celkovými vloženými prostředky bez ohledu na to, zda byl financován z vlastního, nebo cizího kapitálu. S rentabilitou aktiv se lze setkat v několika tvarech, ale jako nejvhodnější se jeví tvar s EBIT.“
ROA = EBIT/aktiva

#### Rentabilita vloženého kapitálu (ROI)
Patří k nejdůležitějším ukazatelům hodnotící podnikatelskou činnost. Ukazatel rentability vyjadřuje, s jakou účinností působí celkový kapitál vynaložený do společnosti nezávisle na zdroji financování. Tento ukazatel nebere v úvahu daň ani úroky, proto je vhodný pro srovnání různě zadlužených a zdaněných podniků.
ROI= EBIT/(celkový kapitál)

#### Rentabilita vlastního kapitálu (ROE)
Ukazatel rentability vlastního kapitálu zobrazuje, kolik čistého zisku připadá na jednu korunu investovaného kapitálu společníky.
Existuje několik důvodů způsobující nárůst ukazatele ROE:
- větší vytvořený zisk společnosti,
- pokles úrokové míry cizího kapitálu,
- snížení podílu vlastního kapitálu na celkovém kapitálu apod.[5]

„Poklesne-li ukazatel rentability proto, že došlo ke zvýšení podílu vlastního kapitálu na celkových zdrojích z důvodu kumulace nerozděleného zisku z předchozích účetních období, signalizuje to chybnou investiční politiku společnosti, která nechává zahálet vytvořené prostředky.“
ROE = EAT/(vlastní kapitál)

#### Rentabilita tržeb (ROS)
Rentabilita tržeb charakterizuje, jak podnik dokáže dosahovat zisku při určitém množství tržeb. Tržby jsou vyjádření ceny vynaložených výkonů firmy za určité časové období, které jsou ovlivněny mnoha faktory. Roli v dosažení tržeb nehraje jen hlavní faktor, kterým je hodnota výrobku či služby, ale i marketingová strategie, cenová politika, reklama, módní vlivy, nálady veřejností aj.
ROS = EAT/tržby

#### Rentabilita investovaného kapitálu (ROCE)
Ukazatel rentability investovaného kapitálu se používá na zobrazení velikosti výnosnosti u dlouhodobě investovaného kapitálu a také k mezipodnikovému srovnávání.
ROCE = EBIT/(vlastní kapitál+rezervy+dlouhodobé závazky+dlouhodobé bankovní úvěry)

### Ukazatele aktivity
Ukazatele aktivity nám umožňují měřit schopnost společnosti využití investovaných prostředků v jednotlivých druzích aktiv a pasiv, které nám nejčastěji vyjadřují počet obrátek jednotlivých složek zdrojů, aktiv nebo dobu obratu. Tento rozbor ukazatelů slouží především ke zjištění, jak hospodaříme s aktivy a s jejich jednotlivými složkami. Ukazatelé počtu obrátek zobrazují, kolikrát převyšují tržby hodnotu položky za určité období, jejíž obratovost počítáme. Při vyšším počtu obrátek je kratší dobu majetek vázán v podniku a tím se obvykle zvyšuje zisk. Doba obratu vyjadřuje průměrnou dobu trvání jedné obrátky určitého majetku, proto je vhodné, co nejvíce zkrátit tuto dobu a maximalizovat obrátky. Celkové ukazatelé aktivity:
- obrat celkových aktiv,
- obrat stálých aktiv,
- obrat zásob,
- doba obratu zásob,
- doba obratu pohledávek,
- doba obratu závazků.[2]

Mezi ukazatele počtu obrátek spadá obrat celkových aktiv, obrat stálých aktiv a obrat zásob.

#### Obrat celkových aktiv
Komplexní ukazatel, pomocí kterého se měří efektivnost celkových aktiv za rok. Využívá se především pro mezipodnikové srovnávání, kde minimální doporučená hodnota ukazatele je 1. Nízké hodnoty vyjadřují nadměrný obsah aktiv v podniku a jejich neefektivní využívání.
Obrat celkových aktiv = tržby/aktiva

#### Obrat stálých aktiv
Obrat stálých aktiv je dle Sedláčka: „převráceným ukazatelem relativní vázanosti stálých aktiv, a tudíž trpí stejnými nedokonalostmi.“ Je brán v potaz při rozhodování o tom, zda bude pořízen další produkční investiční majetek. V případě nižší hodnoty ukazatele, než je průměr v oboru, je třeba zvýšit využití výrobních kapacit a omezit investice.
Obrat stálých aktiv = tržby/(stálá aktiva)

#### Obrat zásob
Obrat zásob zobrazuje, kolikrát se za rok zásoby přemění v ostatní formy oběžného majetku a zase zpět v zásoby. Tento ukazatel obratu zásob má dva hlavní nedostatky. Mezi první patří to, že tržby jsou vyjádřeny v tržní hodnotě a zásoby jsou vyjádřeny v pořizovací hodnotě, to vede k nadhodnocení skutečné obrátky. Druhým nedostatkem je, že tržby odrážejí výsledek celoroční aktivity a zásoby zobrazují stav k jednomu okamžiku.
Obrat zásob = tržby/zásoby
Mezi ukazatele vyjadřující dobu obratu patří doba obratu zásob, doba obratu pohledávek a doba obratu závazků.

#### Doba obratu zásob
Doba obratu zásob je vyjádření doby, po kterou jsou veškerá oběžná aktiva vázána ve formě zásob a vyjadřuje, jak intenzivní je využití zásob. Je obecně známo, že když je kratší doba obratu zásob a vyšší obratovost zásob je to dobré znamení efektivnějšího využívání zásob pro podnik. Avšak je třeba dodržovat určité podmínky, že zásoby materiálu zajišťují plynulou výrobu, že jsou dostatečné zásoby výrobků a podmínky takové, aby nehrozilo pod kapitalizování podniku.
Doba obratu zásob = (průměrný stav zásob)/tržby*360

#### Doba obratu pohledávek
Doba obratu pohledávek udává počet dnů mezi prodejem na obchodní úvěr a okamžikem uhrazení pohledávky od odběratele. V případě, kdy výsledná doba překračuje dobu splatnosti, je třeba zlepšit morálku odběratelů, protože se takto podniku zvyšují náklady.
Doba obratu pohledávek = (průměrný stav pohledávek)/tržby*360

#### Doba obratu závazků
Doba obratu závazků je průměrná doba odkladu plateb neboli bezplatný obchodní úvěr od svých dodavatelů. Tedy zde zjistíme, jakou má podnik platební morálku vůči svým závazkům. Pomocí doby obratu závazků hodnotíme účet 321 – Dodavatelé. Pro podnik je výhodnější, když je doba obratu závazků delší než doba obratu pohledávek.
Doba obratu závazků= (krátkodobé závazky)/tržby*360

### Ukazatele zadluženosti
Zadlužeností je vyjádřena skutečnost, že podnik využívá k úhradám, financování svých aktiv cizí zdroje neboli dluh. V reálné situaci je samozřejmé, že velké podniky nefinancují veškerá svá aktiva pouze z vlastního kapitálu nebo pouze z cizích zdrojů, v případě využití výhradně vlastního kapitálu k financování vede ke snížení celkové výnosnosti vloženého kapitálu.
„Analýza zadluženosti porovnává rozvahové položky a na jejich základě zjistí, v jakém rozsahu jsou aktiva podniku financována cizími zdroji.“ Ukazatel zadluženosti se i zabývá tím, jak je podnik schopen hradit svoje náklady dluhu, je také vhodné zjistit veškeré majetky, který má firma pořízen na leasing, protože tyto aktiva se nezobrazují v rozvaze, a to by vedlo ke špatnému zobrazení zadluženosti podniku.

#### Celková zadluženost
Celková zadluženost je jedním ze základních ukazatelů zadluženosti, je to koeficient napjatosti neboli ukazatel věřitelského rizika, který se vypočte jako podíl cizího kapitálu k celkovým aktivům. Věřitelé preferují nízký ukazatel zadluženosti, protože čím větší je podíl vlastního kapitálu, tím je větší bezpečnostní polštář proti ztrátám v případě likvidace. V případě vyšší výsledné hodnoty oproti oborovému průměru roste riziko nesplácení dluhů společnosti, a proto věřitelé váhají s poskytnutím úvěrů a navyšují úroky.
Celková zadluženost = (cizí kapitál)/(celková aktiva)

#### Koeficient samofinancování
Koeficient samofinancování je jedním z nejdůležitějších poměrových ukazatelů zadluženosti pro hodnocení celkové finanční situace, zde je důležitá i návaznost na ukazatele rentability. Koeficient zobrazuje, do jaké výši jsou aktiva společnosti financována vlastním kapitálem neboli penězi akcionářů.
Koeficient samofinancování = (vlastní kapitál)/(celková aktiva)

#### Doba splacení dluhu
Doba splacení dluhu vyjadřuje za jak dlouho by byl podnik schopen uhradit veškeré své dluhy při stávající výkonnosti.
Doba splacení dluhu = (Cizí zdroje-rezervy)/(Provozní cashflow)

#### Úrokové krytí
Úrokové krytí zobrazuje, kolikrát zisk převyšuje placené úroky. Tyto informace zajišťují věřitelům jistotu, že je podnik schopen splácet závazky a může mu být poskytnut úvěr. Když je tento ukazatel roven jedné, znamená to, že na zaplacení úroků je třeba celý zisk a na akcionáře nezbude nic. Doporučené hodnoty pokrytí úroků zisky jsou 3x – 6x.
Úrokové krytí = EBIT/(nákladové úroky)

### Provozní ukazatelé
Provozní ukazatelé neboli výrobní ukazatelé se zaměřují na vnitřní část společnosti, které management využívá pro sledování a rozebírání základních činností společnosti. Výsledkem provozních ukazatelů je hospodárné vynaložení položek nákladů. V rámci analýzy provozních ukazatelů se berou v potaz tokové veličiny, hlavně tedy náklady. Mezi provozní ukazatele patří nákladovost výnosů, mzdová produktivita, produktivita práce z přidané hodnoty a osobní náklady k přidané hodnotě.

#### Produktivita práce z přidané hodnoty
Produktivita práce z přidané hodnoty zobrazuje, kolik přidané hodnoty připadá na jednoho zaměstnance.
Produktivita práce z přidané hodnoty = (přidaná hodnota)/(počet pracovníků)

#### Osobní náklady k přidané hodnotě
Osobní náklady k přidané hodnotě vyjadřují, jak veliká část přidané hodnoty (vyprodukované činnosti) společnosti připadá na osobní náklady. Čím menší jsou obdobní náklady, tím vyšší je výkonnost na jednu vyplacenou korunu zaměstnanci.
Osobní náklady k přidané hodnotě = (osobní náklady)/(přidaná hodnota)